# فستیوال بالون هوای گرم پنانگ
فستیوال بالون هوای گرم پنانگ یک فستیوال بالون هوای گرم سالانه است که در شهر جرج تاون ایالت پنانگ، مالزی برگزار می‌شود. فستیوال توسط شرکت سهامی خاص مالزیایی، ای کی ای بالون اس دی ان بی اچ دی، سازماندهی می‌شود، ماه فوریه هر سال در پولو گراند شهر (یک محوطه فضای سبز برگزاری بازی) برگزار می‌گردد.
این فستیوال در سال ۲۰۱۵ آغاز شد، در این فستیوال دو روزه که به‌طور معمول ۱۵ بالون هوای گرم در آن حضور دارد، گروه‌هایی از ملیت‌های مختلف همانند مالزی، هلند، بلژیک و ایالات متحده آمریکا برای شرکت در آن، حضور می‌یابند. فستیوالی که در سال ۲۰۱۷ برگزار شد، جمعیتی بالغ بر ۱۷۰٬۰۰۰ بازدید کننده را جذب خود نمود.

## پیشینه
برگزاری اولین فستیوال بالون هوای گرم در ایالت پنانگ، برای افزایش ورودی گردشگر به شهر، مطرح گردید. مراسم افتتاحیه در تاریخ ۲۱ و ۲۲ فوریه سال ۲۰۱۵ در پولوگراند، که همزمان با جشنهای سال نو چینی بود، برگزار گردید.
پس از آن، این رویداد به‌طور قابل توجه ای رشد نمود. چندین پایگاه فعالیت خانواده محور، شامل کارگاه آموزشی، مسابقه عکاسی و بادبادک، به این رویداد دو روزه افزوده گردیده است. هم چنین در مقیاس کوچکتر، فعالیتهای‌های پیش اجرایی همانند برگزاری جشن مینی بالون در اسپلاناد و نمایش بالون در باتروورت، برای این رویداد سالانه سازماندهی شده است.